# Diego Benaglio
Diego Orlando Benaglio (sinh ngày 8 tháng 9 năm 1983 ở Zürich) là một cầu thủ bóng đá người Thụy Sĩ hiện đang là thủ môn của câu lạc bộ Monaco ở Ligue 1.
Anh có tổng cộng 61 lần khoác áo đội tuyển Thụy Sĩ và từng tham dự ba kỳ World Cup cùng một kỳ Euro.

## Sự nghiệp câu lạc bộ
Benaglio bắt đầu sự nghiệp cùng đội bóng quê nhà Grasshopper-Club Zürich và chơi ở đó trong nhiều mùa giải trước khi chuyển tới Đức để gia nhập VfB Stuttgart, nhưng chỉ chơi cho đội dự bị của họ.
Vào mùa giải 2005-06, anh chuyển tới thi đấu cho Nacional của Bồ Đào Nha, ngay lập tức phải cạnh tranh để giành vị trí chính thức với thủ môn kì cựu Henrique Hilário, và sau đó tạo dựng được một vị trí vững chắc khi đội bóng xứ Madeira để Hilario gia nhập Chelsea.

### Wolfsburg
Vào ngày 22 tháng 1 năm 2008, Benaglio chuyển tới VfL Wolfsburg. Anh có trận ra mắt vào ngày 30, giúp đội bóng lọt vào tứ kết Cúp quốc gia Đức, sau màn đấu súng trên chấm luân lưu với Schalke 04.
Trở thành thủ môn chính thức của Wolfsburg, anh đã góp công giúp câu lạc bộ giành được danh hiệu Bundesliga ở mùa giải 2008-09. Ngày 23 tháng 1 năm 2013, Benaglio gia hạn hợp đồng với Wolfsburg đến năm 2016. Anh có được danh hiệu thứ hai cùng với Wolfsburg sau chiến thắng 3-1 trước Borussia Dortmund tại trận chung kết Cúp bóng đá Đức ngày 30 tháng 5 năm 2015.
Anh có tổng cộng 9 mùa giải khoác áo Wolfsburg với 259 lần ra sân.

### Monaco
Ngày 16 tháng 6 năm 2017, Benaglio ở tuổi 33 chuyển đến đội bóng Pháp Monaco với bản hợp đồng có thời hạn ba năm.

## Sự nghiệp đội tuyển quốc gia
Benaglio có trận đấu đầu tiên cho đội tuyển Thuỵ Sĩ vào ngày 3 tháng 6 năm 2006 trong trận giao hữu với đội tuyển Trung Quốc. Anh được gọi vào đội tuyển tham dự World Cup 2006, nhưng chỉ là sự lựa chọn số ba cho vị trí thủ môn chính thức sau Pascal Zuberbühler và Fabio Coltorti.
Với phong độ tốt, tháng 2 năm 2008, huấn luyện viên trưởng đội tuyển Thuỵ Sĩ Köbi Kuhn đã trao cho anh vị trí thủ môn chính thức ở Euro 2008, giải đấu mà Benaglio cùng các đồng đội được chơi trên sân nhà. Tuy nhiên, Thuỵ Sĩ đã bị loại ngay từ vòng bảng với vị trí bét bảng.
Năm 2009, Benaglio đã giành được danh hiệu Cầu thủ Thuỵ Sĩ xuất sắc nhất năm. Anh có tên trong danh sách 23 cầu thủ tham dự World Cup 2010 của huấn luyện viên Ottmar Hitzfeld và là thủ môn chính thức trong cả ba trận tại giải này, chỉ để lọt lưới một bàn và có 16 pha cứu thua nhưng Thụy Sĩ vẫn bị loại ngay sau vòng bảng.
Benaglio là đội trưởng đội Olympic Thụy Sĩ tham dự Thế vận hội Mùa hè 2012. Tại Vòng loại giải vô địch bóng đá thế giới 2014 khu vực châu Âu, anh có sáu trận giữ sạch lưới trong chín trận ra sân và do đó tiếp tục có cơ hội tham dự kỳ World Cup thứ ba trong sự nghiệp là World Cup 2014. Trong trận đấu thứ hai của vòng bảng với đội tuyển Pháp, Begnalio cản phá được một quả phạt đền của Karim Benzema nhưng chung cuộc Thụy Sĩ để thua đậm 2–5. Thụy Sĩ vào được vòng loại trực tiếp và bị loại bởi Argentina, đây cũng là trận đấu quốc tế cuối cùng của Benaglio.
Ngày 20 tháng 8 năm 2014, Benaglio tuyên bố giã từ sự nghiệp thi đấu quốc tế sau 61 lần khoác áo đội tuyển Thụy Sĩ.

## Danh hiệu

### Câu lạc bộ
Grasshopper
- Giải vô địch quốc gia Thụy Sĩ: 2001

Vfl Wolfsburg
- Bundesliga: 2009
- DFB-Pokal: 2014–15

### Cá nhân
- Cầu thủ Thuỵ Sĩ xuất sắc nhất năm: 2009